# Kalle Sandström
Kalle Axel Ingemar Sandström, ursprungligen Karl-Axel Ingemar Sandström, född 18 maj 1958 i Växjö, är en socialdemokratisk politiker som 2010-2018 var landstingsråd och landstingsstyrelsens ordförande i Landstinget Blekinge. Från och med 2019 är han andre vice ordförande i landstingsfullmäktige (benämnt regionfullmäktige). Tidigare har han varit ombudsman för Socialdemokraterna i Blekinge.

## Fotnoter
1. ↑  Sveriges befolkning 1990, CD-ROM, Version 1.00, Riksarkivet (2011).